# Sarcofago Piccolo Ludovisi
Il sarcofago "Piccolo Ludovisi" è un sarcofago romano della fine del II secolo conservato a palazzo Altemps a Roma, proveniente dalla collezione del cardinale Ludovico Ludovisi degli inizi del XVII secolo. Si tratta di un'opera famosa della scultura romana. Prima del suo restauro, il sarcofago era divenuto la base di una fontana, come è possibile notare da un foro praticato nella parte sinistra dello stesso.

## Descrizione
La cassa, tratta ad altorilievo, è decorata da una grandiosa scena di battaglia tra Romani e barbari (forse i Sarmati Iazigi o i Quadi ed i Marcomanni, a giudicare dall'abbigliamento). La convulsa scena è organizzata su due piani: quello inferiore è occupato dai barbari a cavallo o a piedi, feriti, morenti o morti; quello superiore da soldati o cavalieri romani impegnati a finire gli avversari o a combattere i nemici residui, sul loro stesso piano.
La superficie è animata da un groviglio di figure, tra le quali vi è un vero e proprio duello (una "monomachia", come nel sarcofago Amendola), al centro del sarcofago, dove la figura dal condottiero romano a cavallo, con corazza, elmo e paludamentum, si scontra con un presunto capo dei barbari sulla destra, alle cui spalle vi è un altro soldato romano pronto a colpirlo. Il personaggio è ritratto in maniera precisa, in uniforme militare con elmo, la testa barbuta è però rovinata. Potrebbe trattarsi di uno dei tanti comes, legati imperiali, che accompagnarono l'Augusto Marco Aurelio durante le guerre contro i barbari del Nord, lungo le frontiere danubiane, in modo assai simile al sarcofago di Portonaccio.

## Stile
L'opera è caratterizzata da una sapiente composizione che si avvale di linee orizzontali e verticali, che si intersecano su tutto il campo, con poche zone vuote. Inoltre il rilievo delle figure crea un effetto di chiaroscuro, con variazioni di effetti a seconda dei materiali scolpiti (panneggi, capigliature, criniere, corazze e cotta di maglia del soldato all'estrema destra), con un frequente uso del trapano.
Confronti si possono fare con opere attiche coeve, come il sarcofago Amendola, anche se il soggetto e la composizione può definirsi peculiarmente romana, propria dell'età antonina, in linea con quanto rappresentato sulla Colonna di Marco Aurelio.

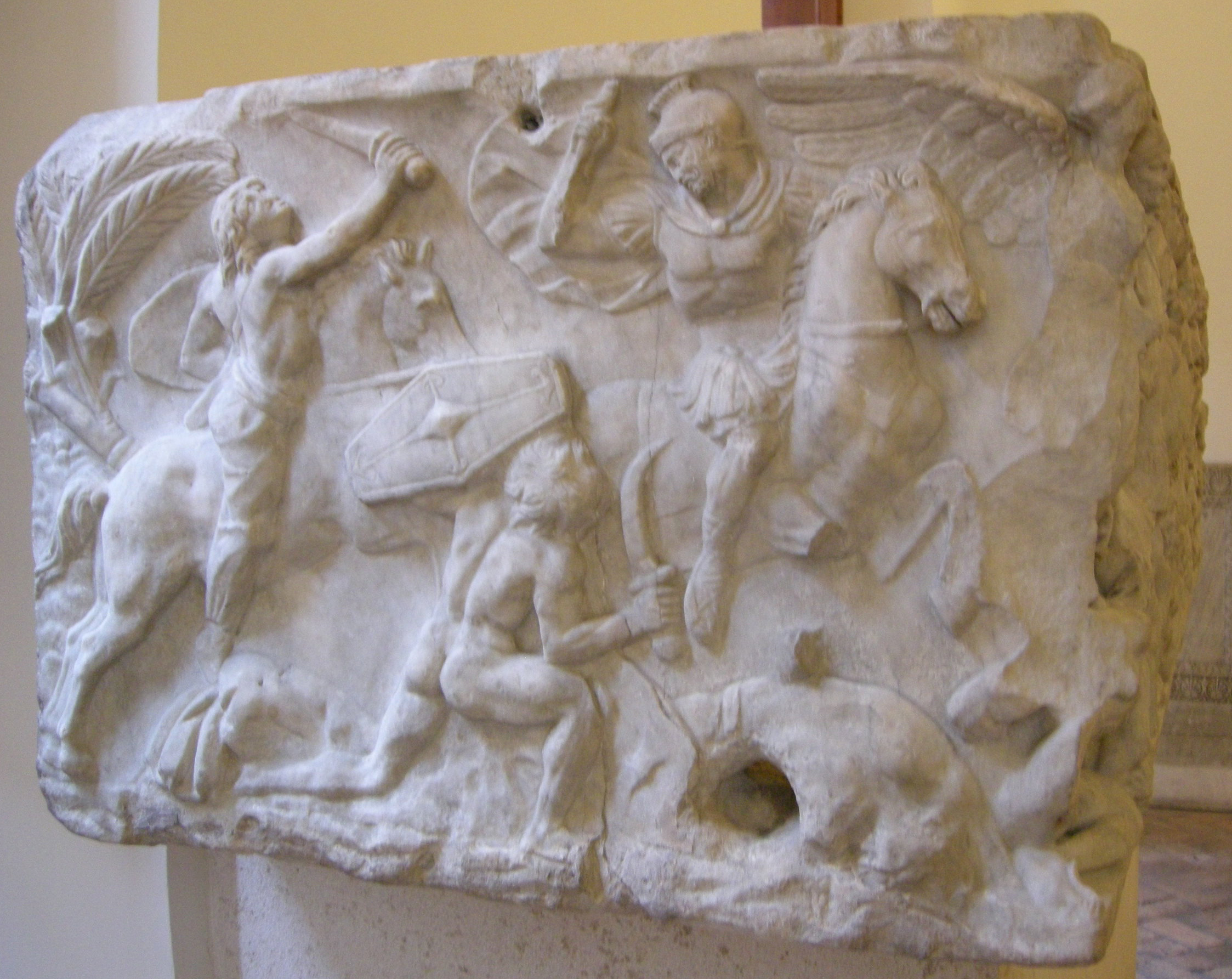
Dettaglio lato sinistro del sarcofago
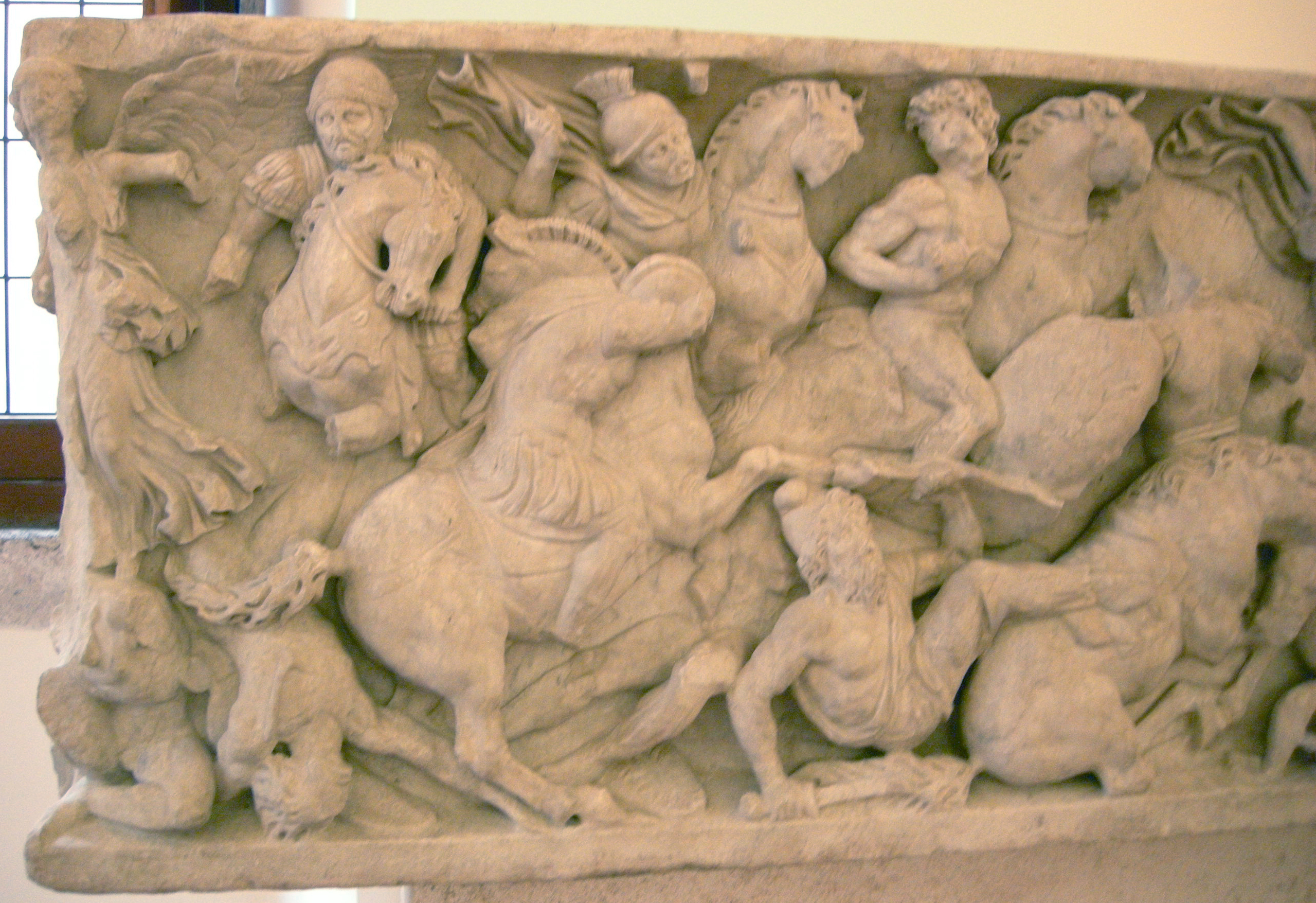
Dettaglio parte sinistra del sarcofago (1)
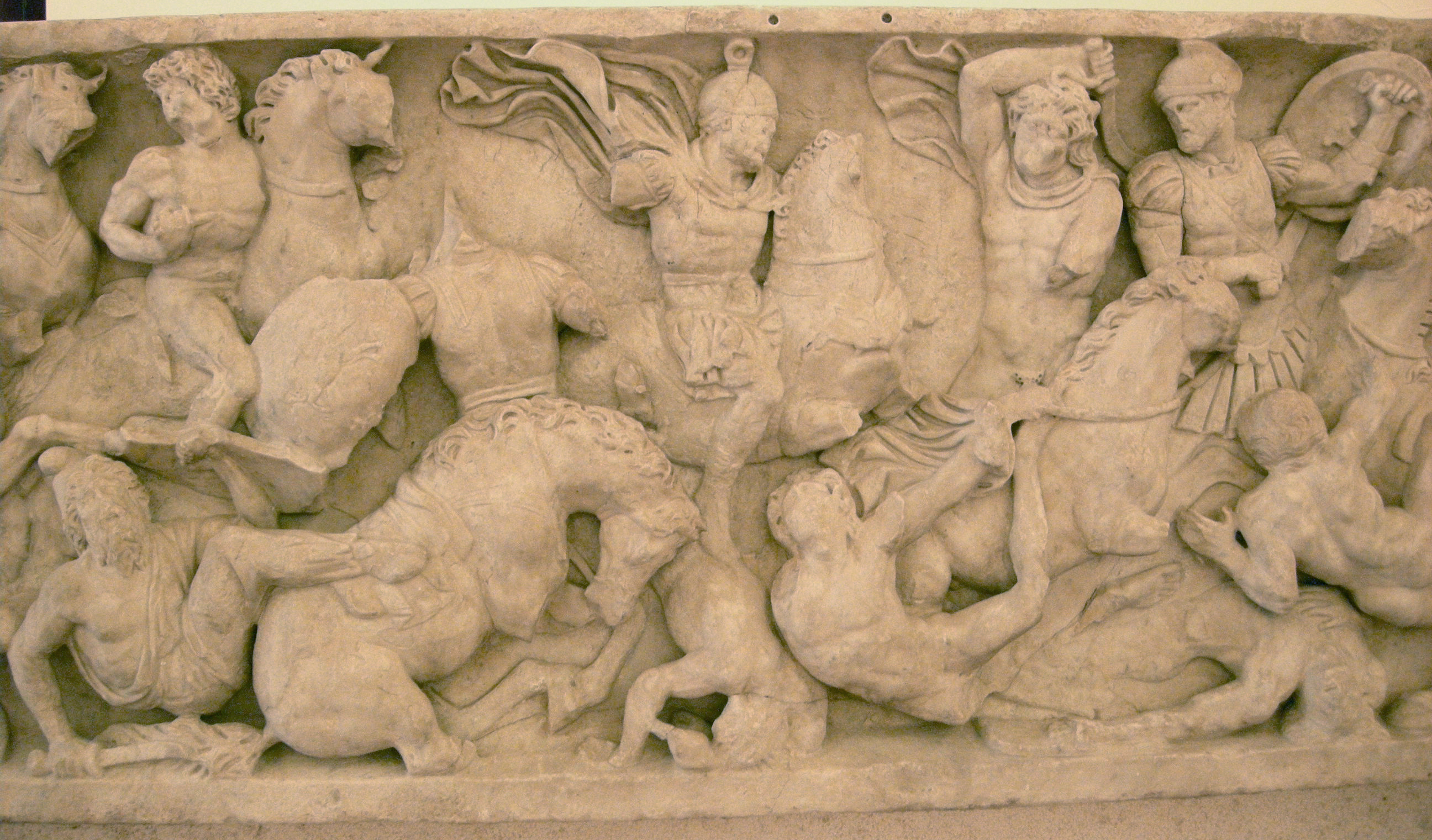
Dettaglio parte centro-sinistra del sarcofago (2)
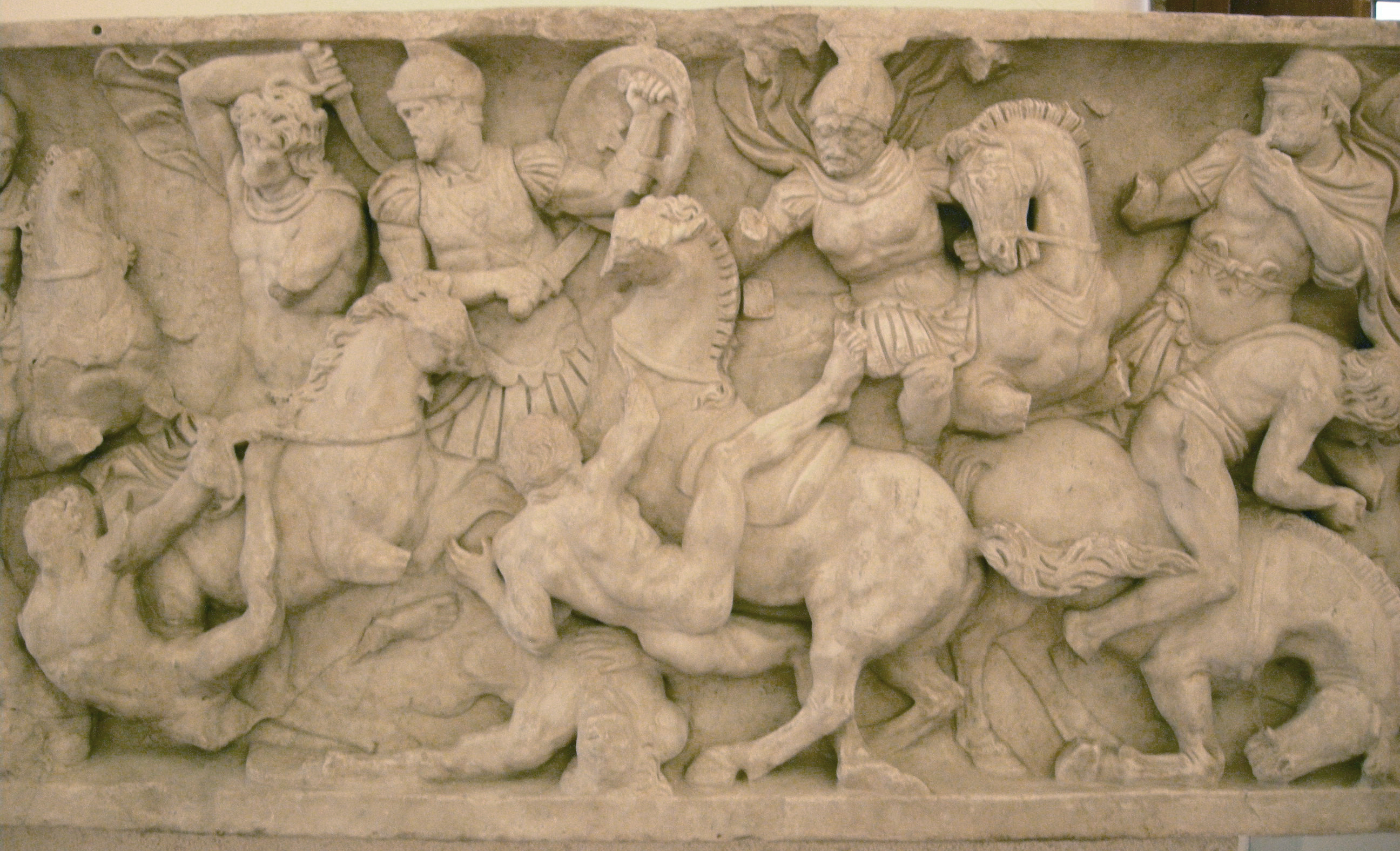
Dettaglio parte centro-destra del sarcofago (3)
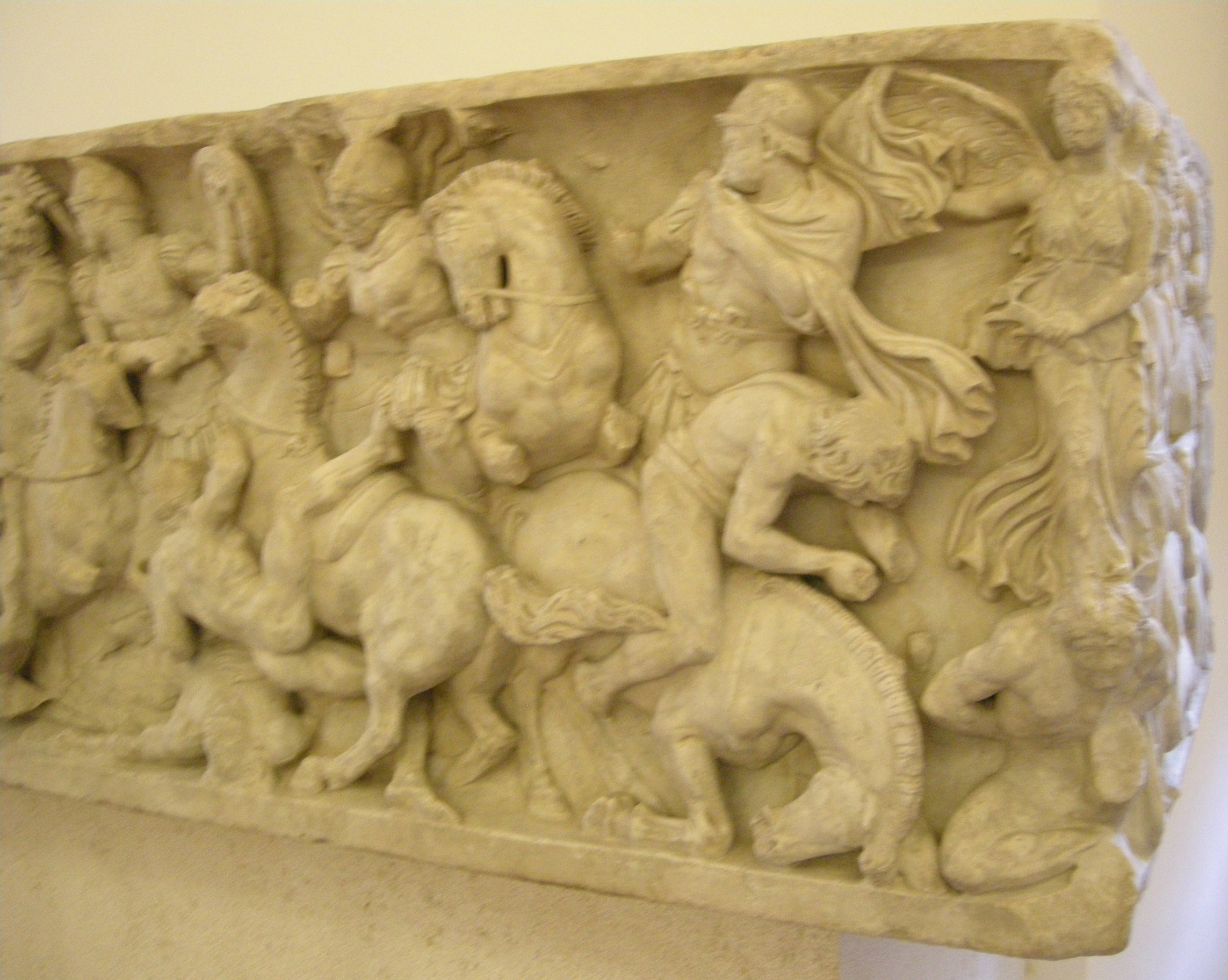
Dettaglio parte destra del sarcofago (4)
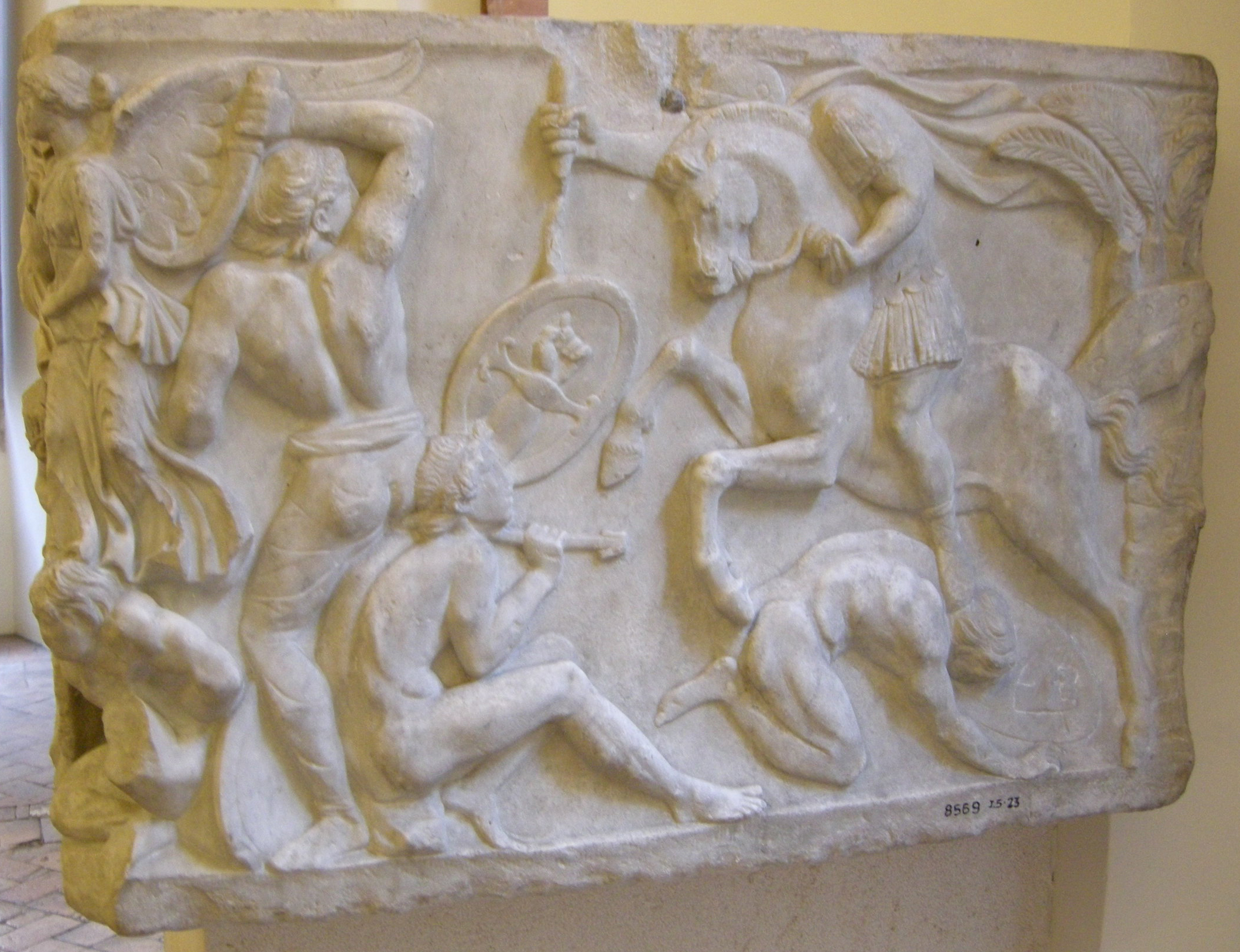
Dettaglio lato destro del sarcofago